# American League
A American League (Liga Americana), ou formalmente, a American League of Professional Baseball Clubs (Liga Americana de Clubes Profissionais de Beisebol) é uma das duas ligas que formam a Major League Baseball nos Estados Unidos e Canadá. Desenvolveu de uma liga menor, a Western League, que aspirou a um status de liga maior, foi formada em 29 de Janeiro de 1900, tendo-se expandido em 1900-1901 para cidades grandes e mudado seu nome. O atual campeão desta Liga é o Houston Astros.
A National League, mais velha, no início recusou-se a reconhecer a nova liga e foi apenas depois de muita contenda que um acordo (o Acordo Nacional) foi assinado o que produziu uma aceitação de cada liga pela outra como parceiro igual na major league baseball.

## Times
A American League é subdividida em três Divisões, a seguir:

### Divisão Leste
- Baltimore Orioles
- Boston Red Sox
- New York Yankees
- Tampa Bay Rays
- Toronto Blue Jays

### Divisão Central
- Chicago White Sox
- Cleveland Guardians
- Detroit Tigers
- Kansas City Royals
- Minnesota Twins

### Divisão Oeste
- Los Angeles Angels of Anaheim (antigo California ou Anaheim Angels)
- Oakland Athletics
- Seattle Mariners
- Texas Rangers
- Houston Astros